# Ріккі Гувер
Рікі Гувер (англ. Ricky Hoover) — американський музикант, бізнесмен та перукар. Найбільш відомий як вокаліст дезкор-гурту Suffokate.

## Особисте життя
Рікі має дуже багато тату, і він обожнює нові Його мрія мати тату на все тіло. Також Ріккі дотримується переконань Straight edge, він відмовився від алкоголю, тютюну та інших наркотиків Він разом з батьком володіє компанією під назвою «Gotwood Plugs», яка виробляє 100 відсоткові органічні ювелірні вироби та затички для вух. У липні 2013 року Рікі Гувер успішно переніс операцію хірургічної реконструкції вушних мочок.

## Кар'єра
Рікі приєднався до Suffokate у 2008 році. Він замінив тогочасного вокаліста колективу, Jared Armitage. Перший реліз альбому гурту під назвою No Mercy, No Forgiveness з Гувером в ролі вокаліста відбувся 2010 року, наступний альбом вийшов 2011 року під назвою Return to Despair.
2 травня 2012 року Гувер анонсував новину про те, що він покидає групу через конфлікт інтересів. Його замінив Matthew Aaron Scott Krawchuk 8 квітня 2013 року

## Дискографія
Suffokate
- No Mercy, No Forgiveness (2010)
- Return to Despair (2011)